# NGC 7014
NGC 7014 is een elliptisch sterrenstelsel in het sterrenbeeld Indiaan. Het hemelobject werd op 2 oktober 1834 ontdekt door de Britse astronoom John Herschel.

## Synoniemen
- ESO 286-57
- PGC 66153